# ジャック・カーソン
ジャック・カーソン（Jack Carson, 1910年10月27日 - 1963年1月2日）は、カナダ生まれのアメリカ合衆国の俳優。1940年代から1950年代の「ハリウッド黄金期」に、コメディリリーフからシリアスな役柄まで幅広くこなす性格俳優として活躍する一方、1940年代にはラジオ番組のコメディアンとして人気になり、その後 1950年代以降はテレビのショー番組の司会者を務めた他、『ボナンザ』や『トワイライト・ゾーン』などのテレビドラマにも出演した。これらの活躍から、ハリウッド・ウォーク・オブ・フェームに星をラジオ分野とテレビ分野で2つ持っている。また、「二度見（double take）」のコミカルな演技が有名で「King of the Double-Take（二度見の王様）」と呼ばれていた。

## 略歴
1910年10月27日、カナダ・マニトバ州カーマンで生まれ、その後、米ウィスコンシン州ミルウォーキーで育つ。カールトン・カレッジで演技のセンスを磨き、190cm、100kgの大柄な体格を活かし、デイヴ・ウィロックと「Willock and Carson」のコンビ名でヴォードヴィリアンとして活動する。
1937年にハリウッドに進出し、RKOとエキストラとして契約、その後1941年にワーナー・ブラザースと契約する。
1940年代には妻以外の周囲の者に行き先を告げずに数週間に渡ってハリウッドから姿を消すことがしばしばあった。後に、クライド・ビーティのサーカス一座の巡業に道化役者として加わっていたことをカーソン本人が明かしたが、厚いメイクで正体を隠していたため、サーカスの観客がカーソンと気付くことはなかった。
1963年1月2日、胃癌のためロサンゼルス・エンシノで死去。偶然にも同じ日に俳優ディック・パウエルも死去した。

## 私生活
4回の結婚歴がある。
- Elizabeth Lindy (1938-1939)
- Kay St. Germain (1941-1950) ※2子あり
- Lola Albright (1952-1958)
- Sandra Jolley[注釈 1] (1961-1963) ※死別

2度目の離婚後、3度目の結婚までの1950年から1951年にかけて、ドリス・デイと交際していた。

## 主な出演作品
| 公開年 | 邦題 原題                                                            | 役名                           | 備考           |
| ------ | -------------------------------------------------------------------- | ------------------------------ | -------------- |
| 1937   | 暗黒街の弾痕 You Only Live Once                                      | Attendant in First Gas Station | クレジットなし |
| 1937   | ステージ・ドア Stage Door                                            | ミルバンクス                   |                |
| 1938   | 赤ちゃん教育 Bringing Up Baby                                        | Waiter Captain                 | クレジットなし |
| 1938   | 気儘時代 Carefree                                                    | コナーズ                       |                |
| 1938   | モーガン先生のロマンス Vivacious Lady                                |                                |                |
| 1939   | スミス都へ行く Mr. Smith Goes to Washington                          | ファレル                       | クレジットなし |
| 1939   | 砂塵 Destry Rides Again                                              | ジャック                       |                |
| 1940   | タイフーン Typhoon                                                   | Mate                           |                |
| 1940   | 悪の血統 Queen of the Mob                                            | ロス・ワーニング               |                |
| 1940   | ラッキー・パートナー Lucky Partners                                  | フレディ                       |                |
| 1941   | スミス夫妻 Mr. & Mrs. Smith                                          | チャック                       |                |
| 1941   | いちごブロンド The Strawberry Blonde                                 | ヒューゴ                       |                |
| 1942   | 男性 The Male Animal                                                 | ジョー・ファーガンソン         |                |
| 1942   | 詐欺請負会社 Larceny, Inc.                                           | ジェフ・ランドルフ             |                |
| 1942   | 鉄腕ジム Gentleman Jim                                               | ウォルター                     |                |
| 1943   | 虚栄の花 The Hard Way                                                | アルバート                     |                |
| 1943   | カナリヤ姫 Princess O'Rourke                                         | デイヴ・キャンベル             |                |
| 1944   | 毒薬と老嬢 Arsenic and Old Lace                                      | オハラ                         |                |
| 1945   | ミルドレッド・ピアース Mildred Pierce                                | ウォリー・フェイ               |                |
| 1946   | 王子と運ちゃん Two Guys from Milwaukee                               | バズ・ウィリアムス             |                |
| 1948   | 洋上のロマンス Romance on the High Seas                              | ピーター                       |                |
| 1949   | 恋の乱戦 John Loves Mary                                             | フレッド・テイラー             |                |
| 1949   | 夢はあなたに My Dream Is Yours                                       | ダグ・ブレイク                 |                |
| 1950   | 燃えつきた欲望 Bright Leaf                                           | クリス                         |                |
| 1953   | 濡れたらダメよ Dangerous When Wet                                    | ウィンディ                     |                |
| 1954   | スタア誕生 A Star Is Born                                            | マット・リビー                 |                |
| 1955   | 奥様はジャズがお好き Ain't Misbehavin'                               | ハル・ノース                   |                |
| 1956   | 瓶の底(脱獄囚) The Bottom of the Bottle                              | ハル・ブリッキンリッジ         |                |
| 1957   | 翼に賭ける命 The Tarnished Angels                                    | ジグス                         |                |
| 1958   | 熱いトタン屋根の猫 Cat on a Hot Tin Roof                             | グーパー                       |                |
| 1958   | ポール・ニューマンの 女房万歳! Rally 'Round the Flag, Boys!          | ホクシー大佐                   |                |
| 1960   | 許されざる愛情 The Bramble Bush                                      | バート・モズリー               |                |
| 1961   | でっかい札束 King of the Roaring 20's: The Story of Arnold Rothstein | ビッグ・ティム                 |                |